# Cecilia Curbelo
Cecilia Curbelo (Montevideo, 23 de gener de 1975), també coneguda com a Ceci Curbelo, és una comunicadora, columnista, escriptora, guionista i editora uruguaiana. Els seus llibres han estat publicats a l'Argentina, Panamà i Paraguai.

## Llibres
- 2005, Mujeres simples
- 2006, Terapiadas
- 2010, Secretos bien guardados
- 2011, La decisión de Camila que el 2012 rebé el premi Libro de Oro al més venut a Uruguai.[2]
- 2012, Las dos caras de Sofía
- 2012, Este libro es mío
- 2013, La confesión de Micaela que rebé l'any de la seva publicació el premi Libro de Oro al més venut a Uruguai.[2]
- 2013, Serie decisiones
- 2013, Este libro es mío II
- 2014, La otra vida de Belén
- 2015, La búsqueda de Lucía
- 2015, Palabras y emociones de la A a la Z
- 2016 Aunque él no esté
- 2017, Aunque ella esté
- 2018, A la manera de Agustina.[3]
- 2019, Lucas (e Inés) sin etiquetas.[4][5]
- 2019, Maju, ¡pará de hablar!
- 2020, Lo que Natalia no sabe (Montena). Ha estat primer en la llista de best-seller entre els 5 llibres més venuts a Uruguai segons la Càmera Uruguaiana del Llibre.[6]
- 2021, Maju, ¡no sos el ombligo del mundo!
- 2021, Matías y Emma en una jaula de oro.
- 2022, Amiga tóxica.

## Premis
- 2011, Premi Cervantes atorgat per la Institució Cervantes de l'Uruguai.[7]
- 2012, Premi Quixot atorgat per la Institució Cervantes de l'Uruguai.[8]
- 2012, Llibre d'Or per la Cambra Uruguaiana del Llibre, atorgat al llibre La decisió de Camila, per ser supervendes l'any al seu rubro.
- 2012, Premi Bartolomé Hidalgo, revelació.
- 2013, Premi Llibre d'Or per la Cambra Uruguaiana del Llibre, atorgat al llibre La confessió de Micaela, per ser supervendes de l'any en la seva categoria.
- 2014, votació del públic com "Dona de l'Any 2014" en el rubro literatura a Uruguai.
- 2014, Premi Llibre d'Or per la Cambra Uruguaiana del Llibre, atorgat al llibre La otra vida de Belén, per ser supervendes de l'any en la seva categoria.
- 2015, Premi Llibre d'Or per la Cambra Uruguaiana del Llibre, atorgat al llibre La búsqueda de Lucía, per ser supervendes de l'any en la seva categoria.[9]